# オレゴニアン
オレゴニアン（The Oregonian）はアメリカ合衆国オレゴン州ポートランドの新聞。オレゴン州で最も読まれている日刊紙である。

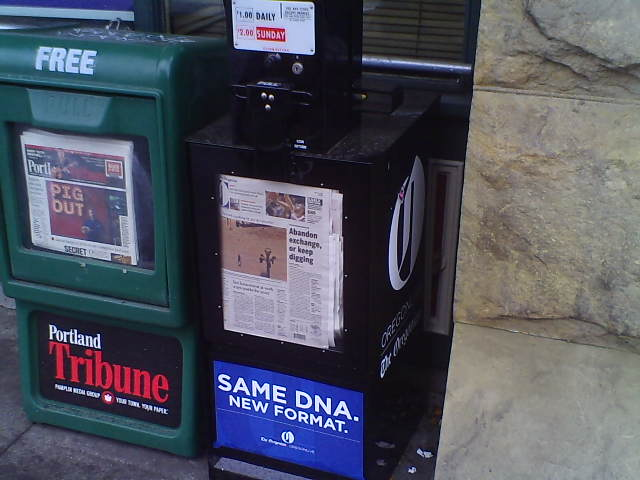
オレゴニアンの販売機 （右）

## 沿革
- 1850年 - 週刊紙として発行開始
- 1861年 - 日刊紙になる
- 1881年 - 日曜版発行開始
- 1939年, 1957年, 1999年, 2001年, 2006年, 2007年 - ピューリッツァー賞獲得 [5]
- 2013年 - 広告収入の減少のため10月1日付けでオレゴニアン・パブリッシング社（新聞出版事業）及びオレゴンライブLLC（オンライン・メディア事業）を統合してオレゴニアン・メディアグループとする。 同時に新聞配達を週四回（水、金、土、日）に削減。 月曜、火曜、木曜版は店頭売りのみで配達はしない。 なお、この後も老人ホームだけに限定して高齢の読者の便宜をはかって毎日配達を継続する。[6] [7]
- 2014年 - 4月2日号を以ってタブロイド版に移行[8]